# Alberto Brignoli
Alberto Brignoli (Trescore Balneario, 19 agosto 1991) è un calciatore italiano, portiere dell'AEK Atene.
Insieme a Michelangelo Rampulla e Massimo Taibi rientra nella ristretta cerchia dei portieri che sono riusciti a realizzare una rete su azione in Serie A.

## Caratteristiche tecniche
Aiutato da un fisico asciutto, nonostante l'altezza mostra agilità ed esplosività, le sue migliori qualità tra i pali; fa inoltre affidamento su buoni riflessi e sull'istinto, con cui sopperisce a carenze tecniche come uno stile incerto o il gioco con i piedi. Capace di mantenere alta la concentrazione in ogni fase della partita, mostra personalità nel guidare la difesa e nel farsi seguire dai compagni di reparto.

## Carriera

### Club

#### Montichiari, Lumezzane e Ternana
Nella stagione 2009-2010 conquista la promozione in Lega Pro Seconda Divisione con il Montichiari. Nell'estate 2011 passa al Lumezzane, in Lega Pro Prima Divisione, in prestito con diritto di riscatto, esordendo coi valgobbini il 25 settembre seguente contro la Ternana.
Dopo essere stato riscattato dal club lombardo, nell'estate 2012 passa in comproprietà proprio alla Ternana, club neopromosso in Serie B, con cui debutta tra i cadetti il successivo 1º settembre nella trasferta sul campo del Modena (0-1). Nella seconda metà della stagione 2012-2013 trova il posto da titolare e il 31 gennaio 2013 la società rossoverde ne riscatta la metà del cartellino. Viene confermato portiere titolare dalla Ternana nel campionato 2013-2014, che concluderà con 38 presenze e 46 reti subite, in un'annata più sottotono rispetto alla precedente; in questa stagione subisce inoltre una squalifica-record di 7 giornate, dopo che nella sconfitta casalinga 1-3 contro il Bari del 3 maggio 2014, a seguito di un'espulsione per proteste si rende protagonista di atteggiamenti irrispettosi e ingiuriosi verso l'arbitro.
Nel febbraio 2015 viene acquistato a titolo definitivo dalla Juventus per 250 000 euro più la cessione, alla squadra rossoverde, dell'altra metà di Alberto Masi (valutata 1,5 milioni di euro). L'estremo difensore rimane in prestito a Terni sino al termine della stagione 2014-2015, raggiungendo ancora una volta la salvezza con la squadra umbra: le sue prestazioni sono ottime, venendo nominato miglior portiere della serie cadetta. Lascia la Ternana dopo aver collezionato 106 presenze in tre anni.

#### Sampdoria, Leganés e Perugia
Conclusa l'esperienza in Umbria, l'estate seguente la Juventus lo dirotta in prestito alla Sampdoria, in Serie A. A Genova si ritrova chiuso dal titolare Emiliano Viviano, tuttavia nel corso della stagione riesce a vincere la concorrenza interna del più esperto Christian Puggioni come prima riserva; fa il suo esordio in massima categoria proprio contro la Juventus, allo Stadium di Torino, in occasione della sconfitta 0-5 patita dai blucerchiati nell'ultima giornata di campionato.
Tornato in bianconero a fine stagione, nell'estate 2016 è ceduto in prestito con diritto di riscatto agli spagnoli del Leganés, neopromossi nella Liga. Non trovando tuttavia spazio con i biancoblù, nel gennaio 2017 la Juventus lo riporta in Italia dirottandolo sempre in prestito al Perugia, in Serie B; nonostante una fredda accoglienza da parte della piazza biancorossa, per via dei trascorsi di Brignoli con gli storici rivali rossoverdi, nel semestre perugino il portiere ritrova la titolarità e una buona continuità di rendimento, contribuendo a far raggiungere ai grifoni l'obiettivo dei play-off, poi persi in semifinale contro il Benevento.

#### Benevento, Palermo ed Empoli
Proprio al Benevento, nel frattempo approdato in Serie A, la Juventus cede Brignoli nell'estate 2017, nuovamente in prestito. Alternandosi a difesa della porta sannita con lo sloveno Vid Belec, il 3 dicembre 2017 contribuisce insolitamente al primo e storico punto in massima categoria dei campani (dopo quattordici sconfitte consecutive dall'inizio del torneo): nella sfida interna di campionato contro il Milan, sugli sviluppi di un calcio di punizione, al 5' di recupero realizza con un colpo di testa il gol del 2-2 finale; Brignoli diventa così il terzo portiere, dopo Michelangelo Rampulla nel 1992 e Massimo Taibi nel 2001, a siglare una rete su azione in Serie A.
Terminata l'esperienza in Campania, nell'estate 2018 rientra inizialmente alla Juventus, che successivamente lo cede a titolo definitivo al Palermo. Esordisce in rosanero il 5 agosto seguente, nel secondo turno di Coppa Italia contro il L.R. Vicenza (2-2), rendendosi protagonista nel vittorioso epilogo ai tiri di rigore (8-7) con due parate. L'esordio in campionato avviene il 25 dello stesso mese, nella trasferta dell'Arechi contro la Salernitana (0-0).
Il 18 luglio 2019, rimasto svincolato dopo il fallimento del club siciliano, viene tesserato dall'Empoli, ancora in serie cadetta, dove s'impone subito titolare. Rimane a difesa della porta dei toscani per il successivo biennio, contribuendo nella stagione 2020-2021 alla vittoria del campionato di Serie B e annessa promozione in Serie A. Tuttavia, all'inizio dell'annata seguente, perde il posto a discapito del neo-acquisto Guglielmo Vicario.

#### Panathīnaïkos
Il 31 agosto 2021, Brignoli viene ceduto a titolo definitivo al Panathīnaïkos, nella massima serie greca. Il 4 agosto 2022, fa il suo esordio in una competizione europea, giocando la gara di andata del terzo turno preliminare di UEFA Europa Conference League contro lo Slavia Praga, persa per 2-0.
Al termine della stagione 2022-2023, in cui la squadra finisce il campionato al secondo posto, viene votato come miglior giocatore della squadra, per poi essere premiato come miglior portiere ed essere incluso nella formazione ideale del torneo.
Il 25 luglio 2023, debutta in UEFA Champions League, giocando la gara di andata del secondo turno preliminare in casa del Dnipro-1, vinta per 3-1. Il 15 agosto seguente, invece, durante la gara di ritorno del terzo turno contro l'Olympique Marsiglia, conclusasi sul 2-1 per i francesi ai tempi supplementari (e sul 2-2 come risultato totale), para il tiro di Mattéo Guendouzi ai rigori, consentendo alla sua squadra di accedere agli spareggi finali. Il 21 settembre dello stesso anno, mantiene un clean sheet nella vittoria per 2-0 sul Villarreal, primo incontro della fase a gironi di UEFA Europa League. Tuttavia, nei mesi seguenti registra un parziale calo di rendimento; inoltre, nel gennaio del 2024, viene messo fuori rosa dalla società greca, a causa della sua decisione di non rinnovare il proprio contratto.

#### AEK Atene
Il 2 luglio 2024, Brignoli viene ingaggiato a parametro zero dall'AEK Atene, sempre nella massima serie greca.

### Nazionale
Dal 2012 al 2014 ha fatto parte della B Italia, mettendo a referto 5 presenze.

## Statistiche

### Presenze e reti nei club
Statistiche aggiornate al 4 maggio 2025.
| Stagione             | Squadra              | Campionato           | Campionato | Campionato | Coppe nazionali | Coppe nazionali | Coppe nazionali | Coppe continentali | Coppe continentali | Coppe continentali | Altre coppe | Altre coppe | Altre coppe | Totale | Totale  |
| Stagione             | Squadra              | Comp                 | Pres       | Reti       | Comp            | Pres            | Reti            | Comp               | Pres               | Reti               | Comp        | Pres        | Reti        | Pres   | Reti    |
| -------------------- | -------------------- | -------------------- | ---------- | ---------- | --------------- | --------------- | --------------- | ------------------ | ------------------ | ------------------ | ----------- | ----------- | ----------- | ------ | ------- |
| 2009-2010            | Montichiari          | D                    | 35         | -17        | -               | -               | -               | -                  | -                  | -                  | -           | -           | -           | 35     | -17     |
| 2010-2011            | Montichiari          | 2D                   | 30         | -26        | -               | -               | -               | -                  | -                  | -                  | -           | -           | -           | 30     | -26     |
| Totale Montichiari   | Totale Montichiari   | Totale Montichiari   | 65         | -43        |                 | -               | -               |                    | -                  | -                  |             | -           | -           | 65     | -43     |
| 2011-2012            | Lumezzane            | 1D                   | 31         | -26        | CI+CI-LP        | 0               | 0               | -                  | -                  | -                  | -           | -           | -           | 31     | -26     |
| 2012-2013            | Ternana              | B                    | 28         | -24        | CI              | 1               | 0               | -                  | -                  | -                  | -           | -           | -           | 29     | -24     |
| 2013-2014            | Ternana              | B                    | 36         | -46        | CI              | 1               | -4              | -                  | -                  | -                  | -           | -           | -           | 37     | -50     |
| 2014-2015            | Ternana              | B                    | 38         | -34        | CI              | 2               | -6              | -                  | -                  | -                  | -           | -           | -           | 40     | -40     |
| Totale Ternana       | Totale Ternana       | Totale Ternana       | 102        | -104       |                 | 4               | -10             |                    | -                  | -                  |             | -           | -           | 106    | -114    |
| 2015-2016            | Sampdoria            | A                    | 1          | -5         | CI              | 0               | 0               | UEL                | 0                  | 0                  | -           | -           | -           | 1      | -5      |
| 2016-gen. 2017       | Leganés              | PD                   | 1          | -3         | CR              | 1               | -3              | -                  | -                  | -                  | -           | -           | -           | 2      | -6      |
| gen.-giu. 2017       | Perugia              | B                    | 18+2       | -15 + -2   | CI              | 0               | 0               | -                  | -                  | -                  | -           | -           | -           | 20     | -17     |
| 2017-2018            | Benevento            | A                    | 13         | -31; 1     | CI              | 0               | 0               | -                  | -                  | -                  | -           | -           | -           | 13     | -31; 1  |
| 2018-2019            | Palermo              | B                    | 31         | -31        | CI              | 2               | -4              | -                  | -                  | -                  | -           | -           | -           | 33     | -35     |
| 2019-2020            | Empoli               | B                    | 37+1       | -46 + -1   | CI              | 2               | -2              | -                  | -                  | -                  | -           | -           | -           | 40     | -49     |
| 2020-2021            | Empoli               | B                    | 33         | -31        | CI              | 0               | 0               | -                  | -                  | -                  | -           | -           | -           | 33     | -31     |
| Totale Empoli        | Totale Empoli        | Totale Empoli        | 70+1       | -77 + -1   |                 | 2               | -2              |                    | -                  | -                  |             | -           | -           | 71     | -78     |
| 2021-2022            | Panathīnaïkos        | SL                   | 17+8       | -17 + -2   | CG              | 4               | 0               | -                  | -                  | -                  | -           | -           | -           | 29     | -19     |
| 2022-2023            | Panathīnaïkos        | SL                   | 26+8       | -12 + -3   | CG              | 0               | 0               | UECL               | 2                  | -3                 | -           | -           | -           | 36     | -18     |
| 2023-2024            | Panathīnaïkos        | SL                   | 10         | -10        | CG              | 0               | 0               | UCL+UEL            | 6+5                | -8 + -8            | -           | -           | -           | 21     | -26     |
| Totale Panathinaikos | Totale Panathinaikos | Totale Panathinaikos | 53+16      | -39 + -5   |                 | 4               | -0              |                    | 13                 | -19                |             | -           | -           | 86     | -63     |
| 2024-2025            | AEK Atene            | SL                   | 3+5        | -1 + -11   | CG              | 4               | -2              | UCL                | -                  | -                  | -           | -           | -           | 12     | -14     |
| Totale carriera      | Totale carriera      | Totale carriera      | 412        | -394; 1    |                 | 17              | -21             |                    | 13                 | -19                |             | -           | -           | 442    | -433; 1 |

## Palmarès

### Club
- Campionato italiano Serie D: 1

Montichiari: 2009-2010 (girone C)
- Campionato italiano di Serie B: 1

Empoli: 2020-2021
- Coppa di Grecia: 2

Panathīnaïkos: 2021-2022, 2023-2024

### Individuale
- Serie B Awards: 1

Miglior portiere: 2014-2015